# 渋谷で田中直樹が
『渋谷で田中直樹が』（しぶやでたなかなおきが）は、2018年10月27日から2020年3月28日まで渋谷のラジオで放送されていたラジオ番組である。

## 番組概要
お笑いコンビ・ココリコの田中直樹が「ラジオを使い、色んなジャンルの人にお話を聴く」をテーマにした番組。
初回放送は第0回と題し、渋谷のラジオについてのレクチャーを受けたり、番組のテーマを決めた。

## 放送時間
- 渋谷のラジオ 毎月最終土曜 19:05 - 19:59[1]

放送後には、noteにアーカイブが公開される。

## 番組コーナー
やりましょう、フェス
渋谷を中心にいきものフェスを開催するべく、協力者を募集するコーナー。「こんな事ができます」「私の研究を発表させて」といったお便りを募集している。

## ゲスト
- 第2回（2018年12月29日） - 柳瀬博一[4]
- 第4回（2019年2月23日） - 有地和毅（文喫ブックディレクター）[5]
- 第5回（2019年3月30日） - 宮内元子（渋谷区ふれあい植物センター職員）[6]

## ロケ先
- 第4回（2019年2月23日） - 文喫（東京・六本木の書店）[5]
- 第5回（2019年3月30日） - 渋谷区ふれあい植物センター[6]